# Ёжово
Ёжово — деревня в Вязниковском районе Владимирской области России, входит в состав Стёпанцевского сельского поселения.

## География
Деревня расположена на берегу речки Тетрух в 15 км на юг от центра поселения посёлка Стёпанцево и в 41 км на юго-запад от города Вязники.

## История
В конце XIX — начале XX века деревня входила в состав Больше-Григоровской волости Судогодского уезда, с 1926 года — в составе Вязниковского уезда. В 1859 году в деревне числилось 10 дворов, в 1905 году — 12 дворов, в 1926 году — 28 дворов.
С 1929 года деревня входила в состав Акулинского сельсовета Вязниковского района, с 1935 года — в составе Буторлинского сельсовета Никологорского района, с 1963 года — в составе Вязниковского района, с 2005 года входит в состав Стёпанцевского сельского поселения.

## Население
| 1859 | 1905 | 1926 | 2002 | 2010 | 2021 |
| ---- | ---- | ---- | ---- | ---- | ---- |
| 77   | ↗102 | ↗162 | ↘0   | →0   | →0   |